# Dirt on TV
Dirt on TV – debiutancki album polskiej grupy Simplefields, wydany 23 października 2015 przez Polskie Radio S.A. (nr kat. PRCD 1963). Premiera albumu została zainaugurowana 15 października 2015 koncertem, który odbył się w Kinie Elektronik w Warszawie. Do promocji płyty wybrano piosenkę "Emily Scatterbrain".

## Lista utworów
| 1.  | "Dirt on TV"             | 3:21  |
|     |                          |       |
| 2.  | "Emily Scatterbrain"     | 3:30  |
|     |                          |       |
| 3.  | "Henry"                  | 5:53  |
|     |                          |       |
| 4.  | "Dancing with the Devil" | 3:30  |
|     |                          |       |
| 5.  | "Lullaby Waltz"          | 4:25  |
|     |                          |       |
| 6.  | "Flashing Flights"       | 2:40  |
|     |                          |       |
| 7.  | "Uncle Ted"              | 4:03  |
|     |                          |       |
| 8.  | "P 13"                   | 3:35  |
|     |                          |       |
| 9.  | "An Innocent Wizard"     | 2:55  |
|     |                          |       |
| 10. | "Awake at Dusk"          | 2:26  |
|     |                          |       |
| 11. | "Forever Never Comes"    | 3:21  |
|     |                          |       |
|     |                          | 39:39 |
|     |                          |       |

## Twórcy
- Simplefields
  - Krzysztof Antkowiak – śpiew, fortepian, rhodes, organy Hammonda, programowanie
  - Marcin Domurat – gitary, gitara basowa, sample
- Jack Rumble Brown – bębny w utworach (3,9,10)
- Vicky Novikov – gitara slide w utworze (5)
- Maciej Shwartz – gitara basowa w utworze (1)
- Marcin Antkowiak – kontrabas w utworze (8)
- Didi & Ana – głos Emily w (2)
- miks, produkcja muzyczna, kompozycje i teksty – Simplefields
- mastering – Jacek Gawłowski w JG MasterLab
- Jan Pawlak – zdjęcia
- Mateusz 'Bezt' Gapski – projekt graficzny
- Grażyna Nieciecka – przygotowanie do druku
- Magdalena Najmoła – producent wykonawczy PR